# 天主教日利納教區
天主教日利納教區（拉丁語：Dioecesis Žilinensis）是羅馬天主教在斯洛伐克的一個教區，屬布拉迪斯拉發總教區。成立於2008年2月14日。 
教區範圍包括日利納州及特倫欽州一部。2010年有教友484,111人，佔轄區總人口81.5%。教區下轄九十八個堂區，有237名司鐸。現任主教為多默·加利斯。